# Giải quần vợt Geneva Mở rộng 2019
Giải quần vợt Geneva Mở rộng 2019 (được tài trợ bởi Banque Eric Sturdza) là một giải quần vợt nam thi đấu trên mặt sân đất nện ngoài trời. Đây là lần thứ 17 Giải quần vợt Geneva Mở rộng được tổ chức và là một phần của ATP World Tour 250 của ATP World Tour 2019. Giải đấu diễn ra tại Tennis Club de Genève ở Geneva, Thụy Sĩ, từ ngày 19 tháng 5 đến ngày 25 tháng 5 năm 2019.

## Nội dung đơn

### Hạt giống
| Quốc gia | Tay vợt          | Xếp hạng1 | Hạt giống |
| -------- | ---------------- | --------- | --------- |
| GER      | Alexander Zverev | 5         | 1         |
| SUI      | Stan Wawrinka    | 29        | 2         |
| CHI      | Cristian Garín   | 35        | 3         |
| HUN      | Márton Fucsovics | 37        | 4         |
| MDA      | Radu Albot       | 44        | 5         |
| FRA      | Adrian Mannarino | 50        | 6         |
| AUS      | Matthew Ebden    | 54        | 7         |
| ITA      | Andreas Seppi    | 65        | 8         |

- Bảng xếp hạng vào ngày 13 tháng 5 năm 2019.

### Vận động viên khác
Đặc cách:
- Feliciano López
- Janko Tipsarević
- Stan Wawrinka

Vượt qua vòng loại:
- Grigor Dimitrov
- Damir Džumhur
- Lorenzo Sonego
- Bernabé Zapata Miralles

### Rút lui
Trước giải đấu
- Matteo Berrettini → thay thế bởi  Denis Kudla
- Laslo Đere → thay thế bởi  Albert Ramos Viñolas
- Fabio Fognini → thay thế bởi  Alexander Zverev
- Robin Haase → thay thế bởi  Mischa Zverev
- Malek Jaziri → thay thế bởi  Federico Delbonis
- Philipp Kohlschreiber → thay thế bởi  Peter Gojowczyk
- Daniil Medvedev → thay thế bởi  Taro Daniel
- Jaume Munar → thay thế bởi  Cristian Garín
- Guido Pella → thay thế bởi  Nicolás Jarry

## Nội dung đôi

### Hạt giống
| Quốc gia | Tay vợt           | Quốc gia | Tay vợt              | Xếp hạng1 | Hạt giống |
| -------- | ----------------- | -------- | -------------------- | --------- | --------- |
| AUT      | Oliver Marach     | CRO      | Mate Pavić           | 25        | 1         |
| Hoa Kỳ   | Austin Krajicek   | NZL      | Artem Sitak          | 71        | 2         |
| NZL      | Marcus Daniell    | JPN      | Ben McLachlan        | 87        | 3         |
| MEX      | Santiago González | PAK      | Aisam-ul-Haq Qureshi | 107       | 4         |

- Bảng xếp hạng vào ngày 13 tháng 5 năm 2019.

### Vận động viên khác
Đặc cách:
- Marc-Andrea Hüsler /  Florin Mergea
- Johan Nikles /  Nenad Zimonjić

### Rút lui
Trong giải đấu
- Federico Delbonis
- Cristian Garín

## Nhà vô địch

### Đơn
- Alexander Zverev đánh bại  Nicolás Jarry, 6–3, 3–6, 7–6(10–8)

### Đôi
- Oliver Marach /  Mate Pavić đánh bại  Matthew Ebden /  Robert Lindstedt, 6–4, 6–4